# Deja Vu (Band)
Deja Vu (Eigenschreibweise: DEJA VU) ist eine deutsche Heavy-Metal-/Power-Metal-Band aus Niederbayern.

## Geschichte
Werner Kerscher und Timo Zach gründeten die Band 1987, nachdem sie gemeinsam Overkill auf deren ersten Europatournee gesehen hatten. Bald stießen Stephan Moro am Schlagzeug und Alfons Klostermeier am Bass dazu. Die ersten öffentlichen Auftritte hatten die vier Ende 1987. Damals hatte ihre Musik noch einen thrashigen Einschlag. Werner Kerscher konzentrierte sich später auf den Gesang, weshalb Karl-Heinz Semmelmann als neuer Gitarrist zur Band stieß. 1991 erschien in Eigenproduktion die Single Sweet Cheat / Back to the City, die limitiert und rasch vergriffen war. Es folgten verschiedene Besetzungswechsel (Tom Riedhammer ersetzte Alfons Klostermeier und Franz Schöniger stieß als Leadgitarrist dazu) und zahlreiche Konzerte, doch schon bald löste sich die Band wieder auf.
Im Winter 2000 jedoch kam es mit Kerscher, Zach und Moro zur Wiedervereinigung. Wolpo Wohlhaupter übernahm als Neuzugang den Bass. Nach weiteren Konzerten erfolgten 2005 erstmals wieder Studioaufnahmen und 2006 konnten Deja Vu ihr Debütalbum Bullets to Spare über das deutsche Musiklabel Karthago Records (Pure Steel Records) veröffentlichen. 2008 folgte das zweite Album Decibel Disease. Die Zahl der Auftritte nahm zu, 2007 trat die Band beim Sword Brother Festival auf, 2009 bei Keep It True und dem Pounding Metal Festival. 2010 folgte das Basinfirefest in Tschechien, wo die vier Musiker u. a. zusammen mit Testament, Venom und Ektomorf das Festival bestritten. 2011 hatten sie einen Auftritt beim fünften A Chance for Metal Festival. Außerdem gab es Auftritte in der Schweiz sowie bei den Heavy X-mas Festivals und auf den Hard Summer Festivals 2005 in Straubing, wo u. a. auch Tankard und Grave Digger vertreten waren, sowie 2014, 2015 und 2017 in Falkenfels und im August 2017 beim Kaltenbach Open Air in Österreich. 
Das dritte Album Ejected veröffentlichte die Band im April 2016 über Infernö Records. Im Juni 2017 brachte Deja Vu das Album Bullets Reloaded als Download über das Internet in den Handel, eine Neueinspielung ihres 2006er-Albums Bullets to Spare mit Bonusmaterial.

## Diskografie
Singles
- 1991: Sweet Cheat / Back to the City (Eigenproduktion)

Alben
- 2006: Bullets to Spare (Karthago Records / Pure Steel Records)
- 2008: Decibel Disease (Karthago Records / Pure Steel Records)
- 2016: Ejected (Infernö Records)
- 2017: Bullets Reloaded (Eigenproduktion)